# Province of the Episcopal Church of Sudan
Die Province of the Episcopal Church of Sudan ist eine Mitgliedskirche der Anglikanischen Gemeinschaft. An ihrer Spitze steht als Primas der Erzbischof der Provinz Sudan.

## Geschichte
Im März 2017 wurde bekannt gegeben, dass das Anglican Consultative Council (ACC) beschlossen hatte, die Internal Province of the Episcopal Church of Sudan der Episcopal Church of South Sudan and Sudan zur 39. Provinz (Province of the Episcopal Church of Sudan) der anglikanischen Gemeinschaft zu machen, wobei Ezekiel Kondo, Erzbischof von Khartum, der erste Erzbischof und Primas wurde. Die Verfassung der neuen Provinz erfolgte am 30. Juli 2017 in Anwesenheit des Erzbischofs von Canterbury, Justin Welby.

## Gliederung
Die Province of the Episcopal Church of Sudan umfasst fünf Diözesen:
| Diözese                  | Staat             | Bischof                 |
| ------------------------ | ----------------- | ----------------------- |
| El-Obeid                 | Sudan, al-Ubayyid | Ismail Gabriel Abudigin |
| Kadugli & Nuba Mountains | Sudan, Kaduqli    | Andudu Adam Elnail      |
| Khartum                  | Sudan, Khartum    | Ezekiel Kondo           |
| Port Sudan               | Sudan, Bur Sudan  | Abdu Elnur Kodi         |
| Wad Medani               | Sudan, Wad Madani | Saman Farajalla Mahdi   |

## Primas und Erzbischof der Provinz Sudan
- seit 2017 Ezekiel Kondo (Bischof von Khartum)